# Provincia de Ōmi
Ōmi (近江国 Ōmi-no kuni?) es una antigua provincia de Japón, actualmente está dentro de la prefectura de Shiga. Era una de las provincias que compusieron el circuito Tōsandō. Su apodo era  Gōshū (江州?).
El lago Biwa, el más grande de Japón se encuentra en el centro de la provincia. "Ōmi" viene de awaumi o "mar de agua dulce" y el kanji de "Ōmi" (近江), que significa "una entrada cerca de la capital".

## Historia
Hōjō Tokimasa, el primer shikken del shogunato Kamakura, se hizo daimyo de la provincia de Ōmi en el décimo mes de 2 Shōji (Año 1200).
Durante el período Sengoku, la parte norteña de la provincia era el feudo de Ishida Mitsunari, opositor de Tokugawa Ieyasu en la batalla de Sekigahara, aunque pasó la mayor parte de su tiempo en el Castillo de Osaka administrando el feudo del joven hijo de Toyotomi Hideyoshi, Toyotomi Hideyori. Su capital estaba cerca de Ōtsu, el cual tenía un importante castillo. Durante el período Sengoku la parte norte de la provincia fue el feudo de Ishida Mitsunari, uno de los oponentes de Tokugawa Ieyasu en la batalla de Sekigahara. Luego de la derrota de Ishida, Tokugawa otorgó el feudo a sus aliados del clan Ii, quienes construyeron el castillo y la ciudad de Hikone de las ruinas de Sawayama.
Takebe taisha fue designado como el principal santuario sintoísta (ichinomiya) para la provincia.
Durante el Período Edo, albergó 5 estaciones de las 53 que conformaban el circuito de Tōkaidō y 8 de las 69 estaciones del circuito de Nakasendō.
La parte meridional de la provincia, alrededor de la ciudad de Kōka (Kōka, Shiga), era la base del Kōga-ryū, una de las dos escuelas fundadoras principales de Ninjutsu[cita requerida].

## Distritos históricos
- Prefectura de Shiga
  - Distrito Azai  (浅井郡)

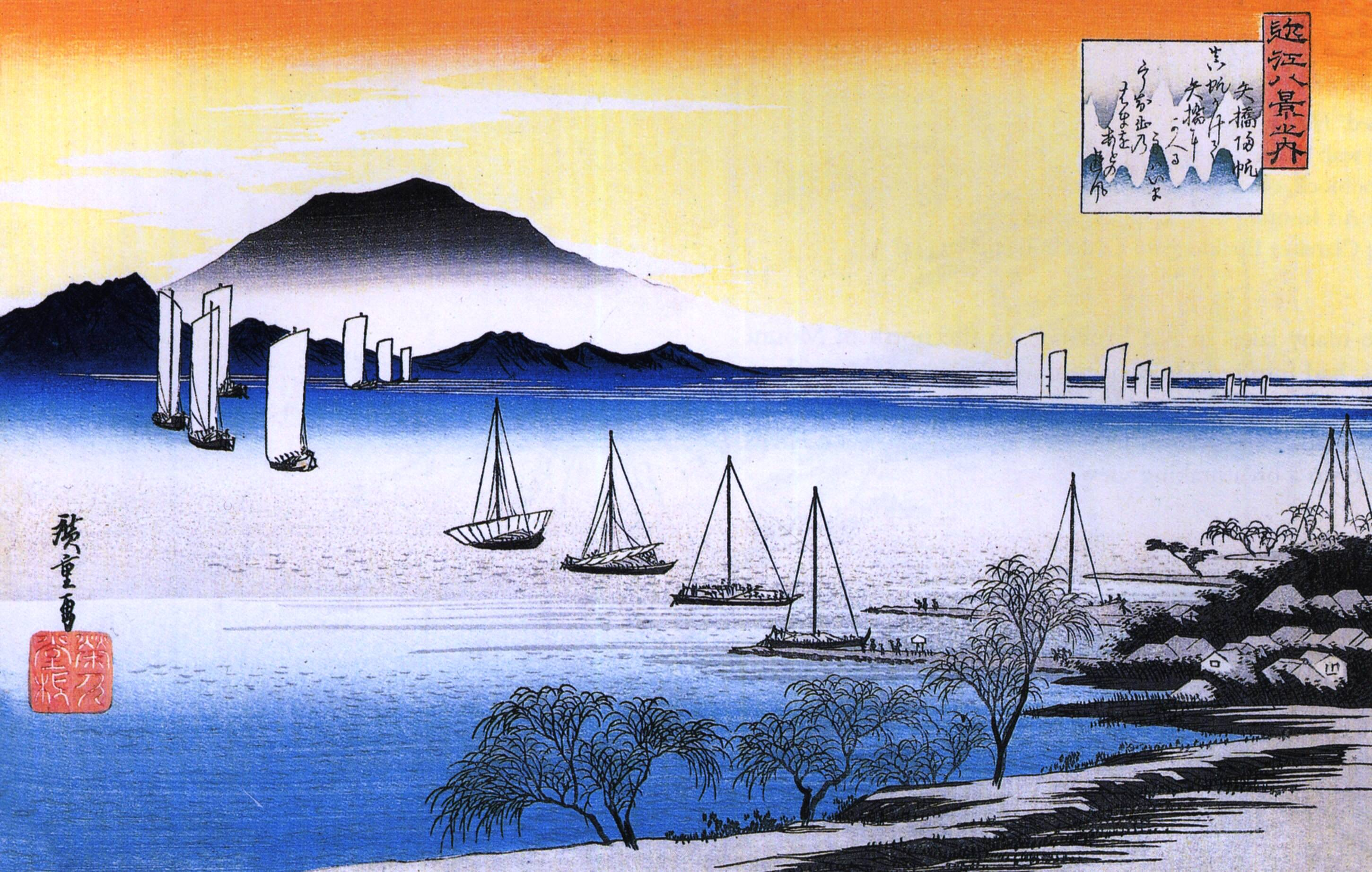
Este ukiyo-e por Hiroshige ilustra veleros en Yahashi, una de las Ocho vistas de Ōmi, c. 1834

    - Distrito Higashiazai (東浅井郡) - disuelto
    - Distrito de Nishiazai (西浅井郡) - se fusionó el 1 de abril de 1897 con el distrito Ika.

  - Distrito Echi (愛知郡)
  - Distrito Gamō (蒲生郡)
  - Distrito de Ika (伊香郡) - absorbido el 1 de abril de 1897 por el distrito Nishiazai ; ahora disuelto
  - Distrito Inukami (犬上郡)
  - Distrito Kanzaki (神崎郡) - disuelto
  - Distrito de Kōka (甲賀郡) - disuelto
  - Distrito de Kurita (栗太郡) - disuelto
  - Distrito de Sakata (坂田郡) - disuelto
  - Distrito de Shiga (滋賀郡) - disuelto
  - Distrito de Takashima (高島郡) - disuelto
  - Distrito de Yasu (野洲郡) - disuelto